# Arthur Farquhar
Sir Arthur Farquhar, KCB (* 9. Januar 1815 in Hashwell, Sussex, England; † 29. Januar 1908 in Aboyne, Aberdeenshire, Schottland) war ein britischer Seeoffizier der Royal Navy und zuletzt Admiral, der unter anderem von 1869 bis 1872 Oberkommandierender der Marinestation Pazifik (Commander-in-Chief, Pacific Station) sowie zwischen 1878 und 1880 Oberkommandierender der Marinebasis Devonport in Plymouth (Commander-in-Chief, Devonport) war.

## Leben

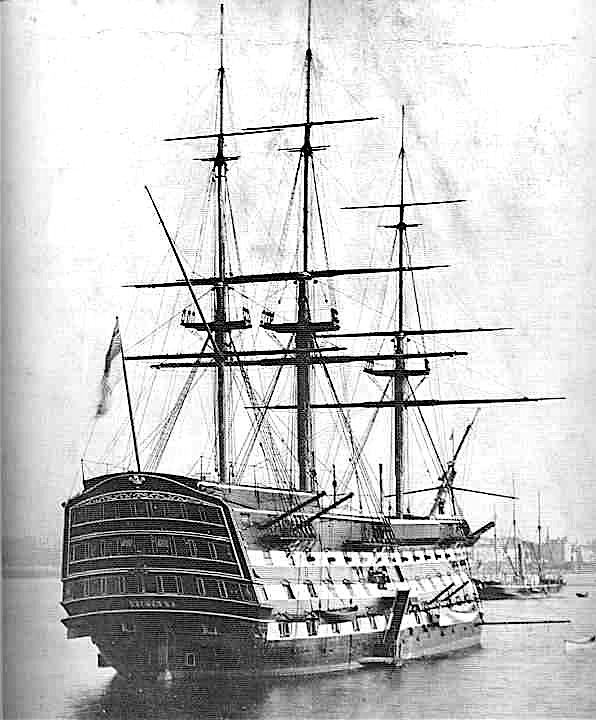
Captain Farquhar war zwischen 1859 und 1860 Kommandant des Linienschiffs Victory.

Arthur Farquhar, Sohn von Konteradmiral Sir Arthur Farquhar (1772–1843) und Jane Murray. Sein Onkel war der Kolonialadministrator William Farquhar (1770 oder 1774–1839), der unter anderem von 1813 bis 1818 Resident in Malakka sowie zwischen 1819 und 1823 erster Resident in Singapur war. Er trat am 13. März 1829 in die Royal Navy ein und wurde am 4. November 1840 zum Lieutenant befördert, woraufhin er am 26. August 1841 unter dem Kommando von Thomas Hastings an Bord der HMS Excellent in Portsmouth versetzt wurde. 1843 fand er nacheinander auf der HMS Tyne, dem Linienschiff HMS Caledonia sowie der Fregatte HMS Volage Verwendung. Er wurde am 2. Dezember 1844 zum Commander befördert und übernahm am 12. November 1844 im Chatham Dockyard das Kommando über die Brigg HMS Albatross, die zunächst zum Westafrika-Geschwader (West Africa Squadron) und später zur Marinestation Ostindien (East Indies Station) gehörte.
Er wurde am 27. Oktober 1849 zum Captain befördert und war zwischen dem 19. Juni 1854 und dem 16. Juni 1857 Kommandant der Sloop Malacca, die anfangs zur Mittelmeerflotte (Mediterranean Fleet) sowie seit November 1855 zur Marinestation Nordamerika und Westindien (North America and West Indies Station) gehörte. Er war ferner zwischen dem 20. März 1859 und dem 19. März 1860 Kommandant des Linienschiffs Victory, Flaggschiff des Oberkommandierenden der Marinebasis Portsmouth (Commander-in-Chief, Portsmouth). Danach fungierte er vom 30. März 1860 bis zum 24. Dezember 1861 als Kommandant des Linienschiffs HMS Hannibal, welches zu der Zeit Flaggschiff des stellvertretenden Kommandeurs der Mittelmeerflotte (Second-in-Command of the Mediterranean Fleet), Konteradmiral Rodney Mundy, war. Im Anschluss wurde er am 1. August 1862 Kommandant des zur Küstenwache in Greenock gehörenden Linienschiffs Hogue und war danach vom 7. September 184 bis zum 28. August 1865 Kommandant des Linienschiffs Lion, die ebenfalls zur Küstenwache in Greenock gehörte.

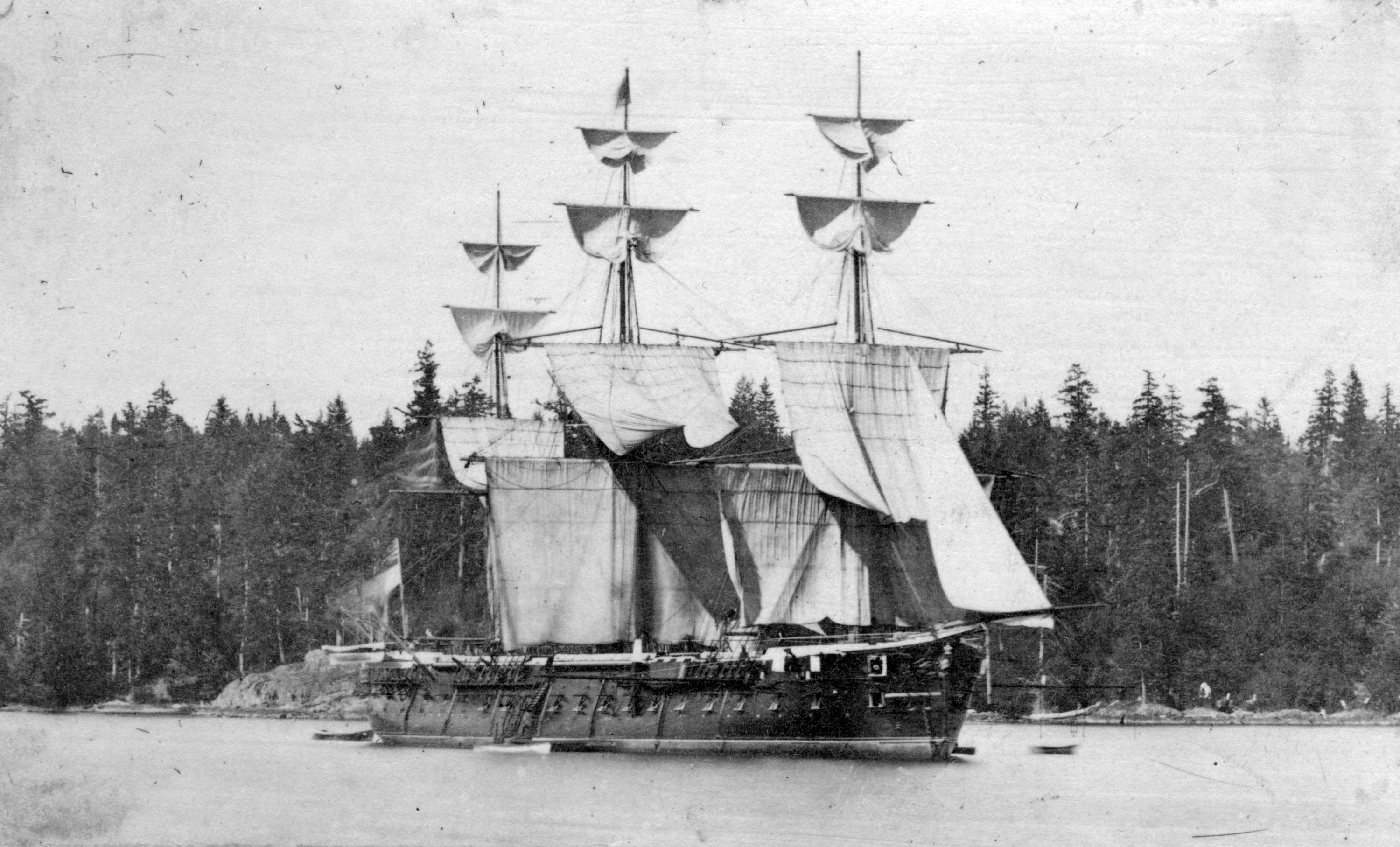
Die Gepanzerte Fregatte Zealous war von 1869 bis 1872 sein Flaggschiff als Oberkommandierender des Marinestützpunktes Pazifik.

Arthur Farquhar wurde am 2. April 1866 zum Rear-Admiral befördert und übernahm am 1. November 1869 von Konteradmiral George Fowler Hastings den Posten als Oberkommandierender der Marinestation Pazifik (Commander-in-Chief, Pacific Station). Dieses Kommando, mit der Gepanzerten Fregatte HMS Zealous als Flaggschiff, hatte er bis zum 9. Juli 1872 inne und wurde daraufhin von Konteradmiral Sir Charles Hillyar abgelöst. Er wurde danach am 6. April 1873 zum Vice-Admiral sowie am 9. März 1878 zum Admiral befördert.
Zuletzt löste er am 1. November 1878 Admiral Sir Thomas Symonds als Oberkommandierender der Marinebasis Devonport in Plymouth (Commander-in-Chief, Devonport). Er hatte dieses Kommando, mit dem Linienschiff HMS Royal Adelaide als Flaggschiff, bis zu seinem Eintritt in den Ruhestand am 9. Januar 1880 inne, woraufhin Admiral Sir Charles Elliot ihn ablöste. Am 29. Mai 1886 wurde er als Knight Commander des Order of the Bath (KCB) geadelt, so dass er fortan das Prädikat „Sir“ führte. Er war ferner Friedensrichter (Justice of the Peace) und Deputy Lieutenant.
Aus seiner 1851 geschlossenen Ehe mit Ellen Rickman gingen elf Kinder hervor, darunter Sir Arthur Murray Farquhar (1855–1937), der ebenfalls Admiral der Royal Navy war.